# Teatro Nacional (Varsovia)
El Teatro nacional de Varsovia (Teatr Narodowy), es un teatro ubicado en el interior del Gran Teatro de Varsovia (Teatr Wielki). Es uno de los tres teatros del país que se benefician del estatuto de institución nacional.

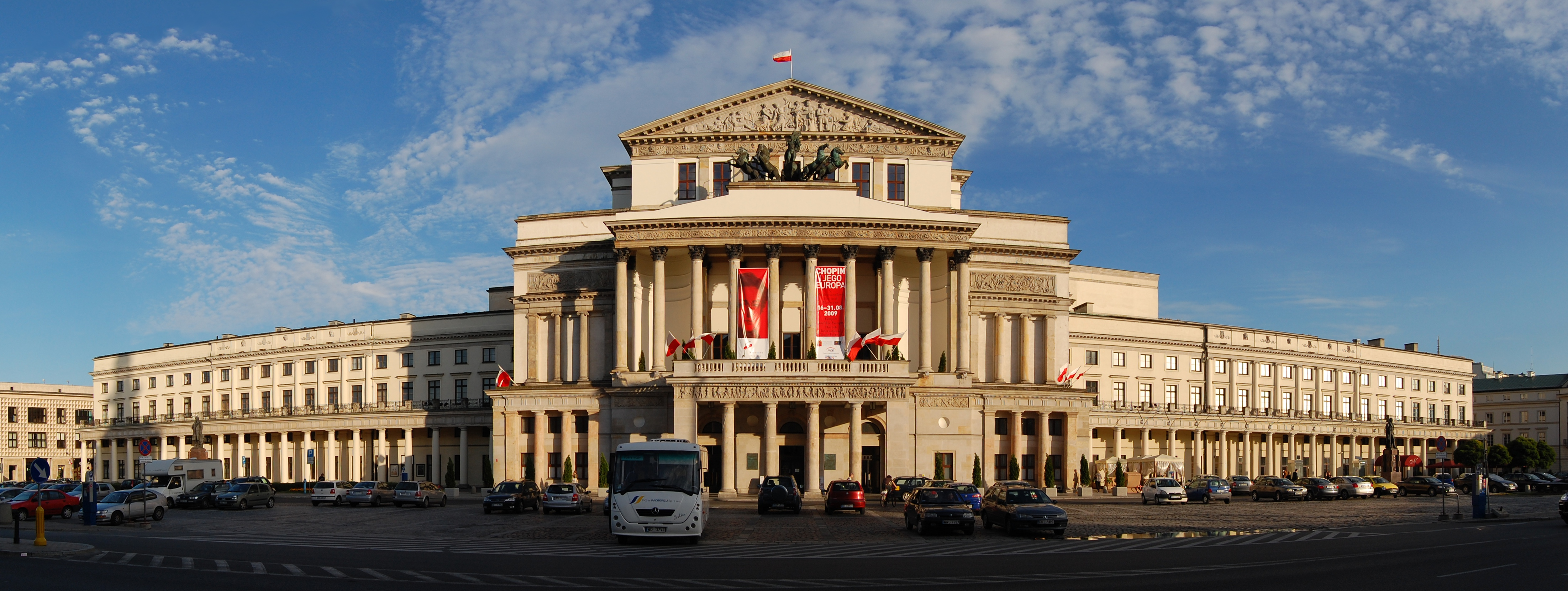
Edificio del Gran Teatro de Varsovia, en cuyo interior tiene la sede el Teatro nacional de Varsovia

El Teatro nacional es el teatro más antiguo de Polonia. Fue fundado en 1765 por su último monarca, el rey Estanislao II Poniatowski, en tiempos de la Ilustración polaca, dominado por la intelectualidad y la burguesía polacas.
En este teatro se estrenó el 11 de octubre de 1830 el Concierto para piano n.º 1 en mi menor, op. 11 de Frédéric Chopin. Las actividades del teatro se suspendieron tras el Levantamiento de noviembre (1830). El Teatro Nacional reabrió sus puertas en 1924, durante la Segunda República Polaca en 1924. La fuerte represión y el control político ejercido sobre la cultura durante la República Popular de Polonia (1945-1989) hizo que la calidad de la programación del teatro decayera.